# Fedje
Fedje (udtales Feie) er en økommune i  Vestland fylke i Norge. Kommunen består af en hovedø (Fedje) og over 100 småøer og holme. Nabokommunerne er Gulen i nord, Austrheim og Radøy i øst, og Øygarden i syd. Mellem Fedje i vest og Fosnøy i Austrheim kommune i øst ligger farvandet
Fedjefjorden.
Kommunen har ikke broforbindelse til fastlandet, og man er afhængig af færge for at komme til og fra. Fedje sjøtrafikksentral, der overvåger og regulerer skibstrafikken til og fra Bergen, blev oprettet i 1992. Hovederhvervet har historisk set været fiskeri.
Naturen på Fedje kendetegnes af et forblæst landskab med lille smule skov. Navnet Fedje skrives Fediom i 1405, Fedhiar i 1427, Fiet i 1520, Fedie i 1563 og Fædie i 1723, av norrønt feð (= græsning). Navnet Fedje kan dermed tolkes som "Græsningsøerne".

## Ubåden
9. februar 1945 blev den tyske ubåd U-864 sænket af den britiske ubåd HMS Venturer. Alle om bord omkom. U-864 var undervejs fra Tyskland via Norge til Japan medbringede personale med teknisk specialkompetance og materiale til japansk krigsindustri. Om bord var også 67 tons metallisk kviksølv i stålbeholdere; men der ikke fundet dokumenter, som kan bekræfte mængden. Vraget blev fundet af det norske søforsvar i februar 2003. Det ligger på ca. 150 meters dyb, ca. 4 km vest for Fedje. Et ca 47.000 m2 stort område omkring vraget er kviksølvforurenet. Analyser og beregninger anslår, at der siver omkring 4 kg kviksølv ud hvert år.

## Kirken
Fedje kirke omtaltes første gang i 1636, som anneks til Lindås. Der var tale om et "korshus" frem til 1659, hvor et kapel blev indviet. Austrheim kirkegård blev benyttet indtil Fedje fik sin egen i 1679. I 1888 blev kapellet revet, og en kirke opført. Denne blev i sin tur erstattet af en ny stenkirke i 1941.